# Eugène Yvernes
Eugène Yvernes (Eugène, Jean Yvernes), est un acteur français, né le 23 septembre 1906 à Béziers (Hérault). Il meurt le 30 août 1990 à Rueil-Malmaison (Hauts-de-Seine).

## Filmographie
- 1939 : La Charrette fantôme de Julien Duvivier
- 1940 : Monsieur Hector de Maurice Cammage
- 1940 : Vingt-quatre Heures de perm' de Maurice Cloche - film sorti en 1945 -
- 1941 : Annette et la dame blonde de Jean Dréville - L'agent du commissariat
- 1941 : Caprices de Léo Joannon
- 1941 : Ce n'est pas moi de Jacques de Baroncelli
- 1941 : La Nuit fantastique de Marcel L'Herbier
- 1941 : La Symphonie fantastique de Christian-Jaque
- 1942 : L'ange gardien de Jacques de Casembroot
- 1942 : Des jeunes filles dans la nuit de René Le Hénaff
- 1942 : La femme que j'ai le plus aimée de Robert Vernay
- 1942 : Le journal tombe à cinq heures de Georges Lacombe
- 1942 : Lettres d'amour de Claude Autant-Lara
- 1943 : Le Mistral de Jacques Houssin
- 1942 : Le Voyageur de la Toussaint de Louis Daquin - Le capitaine du navire
- 1943 : Adieu Léonard de Pierre Prévert - Le docteuyr
- 1943 : Le Bal des passants de Guillaume Radot
- 1943 : Ceux du rivage de Jacques Séverac
- 1943 : Le Corbeau de Henri-Georges Clouzot - Un suspect
- 1943 : Feu Nicolas de Jacques Houssin
- 1943 : La Valse blanche de Jean Stelli - Le frotteur
- 1943 : Le Voyageur sans bagage de Jean Anouilh
- 1943 : L'École de Barbizon (film) de Marco de Gastyne - court métrage -
- 1944 : Florence est folle de Georges Lacombe - Alexandre
- 1945 : Madame et son flirt de Jean de Marguenat
- 1945 : Mission spéciale de Maurice de Canonge - film tourné en deux époques -
- 1945 : La Tentation de Barbizon de Jean Stelli - Georges, le barman jouant aux dés
- 1946 : Vive la liberté de Jeff Musso - M. Dupont
- 1946 : L'Ennemi sans visage de Maurice Cammage et Robert-Paul Dagan
- 1946 : Le silence est d'or de René Clair
- 1947 : La Renégate de Jacques Séverac - Le juif
- 1947 : La Vie en rose de Jean Faurez - Un professeur
- 1947 : Une aventure de Polop de Walter Kapps - court métrage -
- 1948 : L'assassin est à l'écoute de Raoul André - Roger Tollu
- 1948 : Cité de l'espérance de Jean Stelli - Le photographe
- 1948 : D'homme à hommes de Christian-Jaque - Le dormeur
- 1948 : La vie est un rêve de Jacques Séverac - Le gendarme
- 1949 : Occupe-toi d'Amélie de Claude Autant-Lara - Bibichon
- 1950 : Juliette ou la clé des songes de Marcel Carné - Un habitant du village
- 1950 : La Rue sans loi de Marcel Gibaud - Le peintre
- 1950 : Sans laisser d'adresse de Jean-Paul Le Chanois - Un client du taxi
- 1951 : Deux sous de violettes de Jean Anouilh
- 1951 : Procès au Vatican de André Hugon
- 1952 : Les Sept Péchés capitaux - "Sketch indéterminé" -
- 1952 : La Fugue de monsieur Perle de Roger Richebé
- 1952 : Minuit quai de Bercy de Christian Stengel
- 1955 : Papa, maman, ma femme et moi de Jean-Paul Le Chanois
- 1956 : Crime et Châtiment de Georges Lampin
- 1956 : Pitié pour les vamps de Jean Josipovici
- 1969 : Heureux qui comme Ulysse de Henri Colpi

## Théâtre
- 1941 : Eurydice de Jean Anouilh, mise en scène André Barsacq, Théâtre de l'Atelier